# Pedal de bicicleta

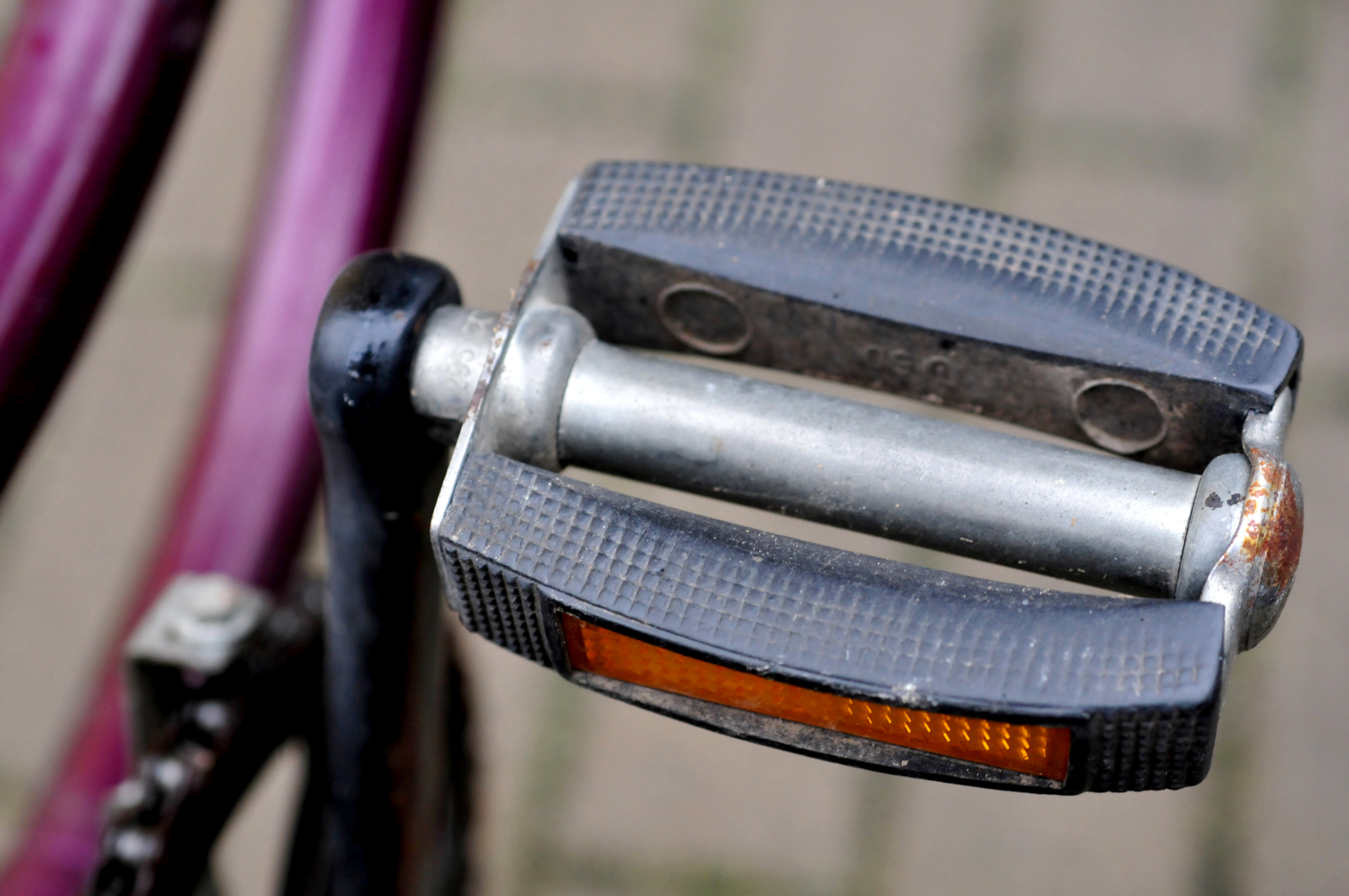
Um simples pedal de plataforma

Um pedal é a parte da bicicleta que o ciclista empurra com o pé para gerar propulsão pela inércia Física, sendo a Força praticamente a mesma na ação e reação transferida para a coroa e o eixo de rolamento, sendo mais um fator de exercício físico que um meio de transporte de carga pesada e industrial, Segundo a Mecânica Física e o Conceito de Transporte e o ser transportado, por alguém que faz um grande esforço muscular.

Animação de um pedal de dicicleta.

Ele conecta o pé ou o calçado do ciclista à pedivela, permitindo que a perna faça girar o eixo do movimento central, o qual é fixo na coroa. Pedais geralmente consistem de um corpo em um eixo com rolamento. O eixo é enroscado na extremidade do braço da pedivela. Esse corpo que gira livremente apoia o pé do ciclista e o mantém sempre quase na horizontal. Nas primeiras bicicletas, os pedais eram colocados em pedivelas fixas no eixo de uma roda motriz, frequentemente a roda da frente. No modelo que temos hoje, conhecido como "bicicleta segura", a coroa transmite potência a um pinhão através de uma corrente, e este é fixo na roda motriz, frequentemente uma roda traseira.

## Tipos
- Plataforma
- Vazado
- Clip[1]
- Clip com plataforma
- Magnético
- Dobrável